# Monument de la réunification
Le monument de la réunification (en anglais : Reunification Monument) est situé à Yaoundé, la capitale du Cameroun. Il a été construit au début des années 1970 pour commémorer la réunification du Cameroun.

## Histoire

Monument de la réunification : Le sommet

Le monument est érigé entre 1973 et 1976, le monument est à Yaoundé pour immortaliser l'avènement de la Rrunification de la république du Cameroun, ancien Cameroun français et le Cameroun méridional, partie de l'ancien Cameroun britannique en 1961.
L’ancien président de la république unie du Cameroun, Ahmadou Ahidjo lance un concours national et international pour faire une représentation de la réunification.
3 personnes sont retenues :
- Mgr Engelbert Mveng, Camerounais et concepteur de la tour en spirale et de la représentation des ères culturelles du nouvel État ;
- Armand Salomon, architecte français et réalisateur du monument principal. Peu connu des Camerounais, il est choisi sur recommandation des Français ;
- Gédéon Mpando, artiste camerounais concepteur et réalisateur du monument secondaire. De retour de France, il se voit confier la réalisation du monument attenant. L'atelier Arts nègres et de la société Cetouba l'accompagnent. Etolo Eya contribue par des objets d'arts visibles au sous-sol du bâtiment principal.

## Architecture

Vue d'ensemble du Monument de la réunification à Yaoundé.

### Le monument principal
Le monument principal - la tour - est en forme de spirale conique avec une pointe au dessus. Il est faite en trois paliers : 
1. Un sous-sol avec grand hall circulaire décoré de tableaux muraux de Mgr Engelberg Mveng,
2. Une dalle au rez-de-chaussée, habillée de fresques en bois d'Etolo Eya .
3. Au sommet de la tour, le point de rencontre des entrées Est et Ouest, symbolisant l’unité parfaite des deux grandes parties anglophone et francophone.

#### Les piliers
Au centre de la salle, un grand pilier qui finit à l’extérieur par un pinceau.  Quatre piliers faits de gravures décrivant le vécu des populations des cinq ères culturelles du Cameroun et la signature des concepteurs et réalisateurs du monument. 

Les escaliers du monument de la réunification à Yaoundé

#### Les escaliers
À la base du monument se trouve un pylône qui sert d'axe central et deux entrées d'escaliers.  Les deux escaliers sont en forme de vis constituée de deux rampes engagées l’une dans l’autre, les deux révolutions se suivant pour se réunir sur la plateforme terrasse du sommet. Une personne qui descend par une rampe d'escalier ne rencontrera donc pas une personne qui le monte.
La lanterne est posée sur une cône bétonné avec ajours.

### La statue

Le Jardin du monument de la réunification à Yaoundé

Le monument de la Réunification est l'œuvre du français Salomon, du sculpteur camerounais Gédéon Mpando et du père jésuite Engelbert Mveng. Cette œuvre représente cinquante-trois tonnes de béton et une hauteur d’environ sept mètres.

### Le jardin
Autour du monument et de la statue se trouve un espace vert formé de gazons et de plantes à fleurs. L'ensemble découpé par des rampes et escaliers d'accès venant de l'extérieur.

### Symboliques

Monument de la réunification à Yaoundé

#### Le monument
Le monument représente deux serpents dont les têtes fusionnent, symbole de la réunification du Cameroun français et du Cameroun méridional britannique le 1er octobre 1961, puis de l'unification des deux États fédérés du Cameroun dans la république unie du Cameroun en 1972.

#### La statue
La statue représente un vieil homme portant cinq enfants de part et d'autre agrippés à son corps et  brandissant le flambeau national, symbole de la Liberté. Le vieillard éclaire le chemin de la tradition vers la modernité, transmettant la sagesse de la tradition ancestrale aux nouvelles générations.  
Gédéon Mpando veut symboliser l'unité autour de la famille : le vieillard représente la génération des Camerounais qui ont lutté pour la Réunification. Les enfants soulignent l'égalité des chances entre filles et garçons avec une place de choix à la jeune fille. 

## Voir Aussi

### Articles liés
- Gédéon Mpando
- Monument de l'Unité